# Avenida José Joaquim Seabra
A Avenida José Joaquim Seabra, ou Avenida J. J. Seabra, é uma via pública de Salvador, capital do estado brasileiro da Bahia. Localizado no Centro de Salvador, o seu entorno da avenida é conhecido como Baixa dos Sapateiros e carrega importância histórica na vida da cidade, pelos cinemas históricos (Jandaia, Tupy e Pax), comércio e prédio do Corpo de Bombeiros (1º GBM), além do Terminal da Barroquinha e da Estação Aquidabã.
O nome da avenida homenageia José Joaquim Seabra, governador do estado no início do século XX.